# Amiga (skivmärke)
Amiga var ett skivmärke grundat 1947 av Ernst Busch som 1954 blev en del av statliga VEB Deutsche Schallplatten i Östtyskland. Amiga lades ner 1994. Den musik som producerades av Amiga, 30 000 titlar, ägs idag av Sony BMG Music Entertainment, tidigare Bertelsmann Music Group (BMG).